# BMW R 60
BMW R 60 – produkowany od 1956 do 1960 dwucylindrowy (bokser) motocykl firmy BMW jako następca modelu przeznaczonego do eksploatacji z wózkiem bocznym R 67/3.

## Historia
Od czasu wprowadzenia w 1938 suwakowego zawieszenia podwozia motocykli BMW praktycznie się nie zmieniały. W styczniu 1955 BMW zaprezentowało na salonie w Brukseli nową generację motocykli. Modele R 50 i R 69 oparte były na zawieszeniu wahaczowym obu osi, podobnie jak pokazany rok wcześniej wyścigowy model RS 54. Silnik przejęto praktycznie bez zmian z R 67/3 zwiększając jego moc do 28 KM. Sprzedano 3530 sztuk w cenie 3235 DM.

## Konstrukcja
Dwucylindrowy górnozaworowy silnik z jednym wałkiem rozrządu napędzanym kołem zębatym, w układzie bokser o mocy 26 KM wbudowany wzdłużnie i zasilany 2 gaźnikami Bing 1/24/95 – 1/24/96 o średnicy gardzieli 24 mm. Suche sprzęgło jednotarczowe połączone z 4-biegową, nożnie sterowaną skrzynią biegów. Napęd koła tylnego wałem Kardana. Rama ze spawanych elektrycznie rur stalowych z zawieszeniem wahaczowym obu kół. Z przodu i z tyłu zastosowano hamulce bębnowe o średnicy 200 mm. Prędkość maksymalna 145 km/h.